# Zentralvereinigung der Architekten Österreichs
Die Zentralvereinigung der Architekten Österreichs (ZV) ist eine Interessenvertretung der österreichischen Architekten.
Sie wurde 1907 durch Ludwig Baumann gegründet und verstand sich anfangs als Standesorganisation der freischaffenden Architekten.
Heute zählt die Zentralvereinigung etwa 700 Mitglieder, organisiert in sieben Landesverbänden.
Ihre Hauptaufgabe besteht darin, das Berufsbild des Architekten zu diskutieren und weiterzuentwickeln. Sie ist eine kulturelle Vereinigung mit dem Ziel inhaltliche Arbeit an Architektur und Städtebau zu leisten. Durch die Bearbeitung thematischer Schwerpunkte wird versucht Kommunikationsprozesse in Gang zu setzen, neue Tendenzen aufzuspüren, als auch an einem sich ständig wandelnden Qualitätsbegriff in der Architektur zu arbeiten.
Im Laufe ihrer Geschichte hat die ZV eine Fülle von Vorträgen und Diskussionen mit bedeutenden Architekten und Vertretern jener wissenschaftlichen Disziplinen geführt, die für die Entwicklung der Architektur von Bedeutung waren, u. a. mit Architekten wie Le Corbusier, Walter Gropius, Pier Luigi Nervi, Arne Jacobsen, Hans Scharoun, Alvar Aalto, Pierre Vago, Kenzō Tange, Ernst Neufert, Walter Maria Förderer, Richard Neutra, sowie mit Wissenschaftlern wie Robert Jungk, Theodor W. Adorno, Golo Mann, u. a.
Von der ZV werden verschiedene Architektur-Preise ausgeschrieben, darunter der Österreichische Bauherrenpreis. Dieser einzige bundesweite Architekturpreis wird jährlich im Rahmen des Bundestages der ZV verliehen.